# Panamerikameisterschaft 2008 (Badminton)
Die Panamerikameisterschaften 2008 im Badminton fanden vom 1. bis 5. Oktober 2008 in Lima statt. Es war die 14. Auflage der Veranstaltung.

## Austragungsort
- Club de Regatas Lima, Peru

## Medaillengewinner
| Disziplin    | Gold                                | Silber                       | Bronze                              |
| ------------ | ----------------------------------- | ---------------------------- | ----------------------------------- |
| Herreneinzel | David Snider                        | Stephan Wojcikiewicz         | Kevin Cordón                        |
| Herreneinzel | David Snider                        | Stephan Wojcikiewicz         | Andrés Corpancho                    |
| Dameneinzel  | Claudia Rivero                      | Cristina Aicardi             | Joycelyn Ko                         |
| Dameneinzel  | Claudia Rivero                      | Cristina Aicardi             | Shannon Pohl                        |
| Herrendoppel | Toby Ng William Milroy              | Rodolfo Ramírez Kevin Cordón | Antonio de Vinatea Martín del Valle |
| Herrendoppel | Toby Ng William Milroy              | Rodolfo Ramírez Kevin Cordón | Adrian Liu Derrick Ng               |
| Damendoppel  | Cristina Aicardi and Claudia Rivero | Fiona McKee Valérie Loker    | Rulien Yeh Rulan Yeh                |
| Damendoppel  | Cristina Aicardi and Claudia Rivero | Fiona McKee Valérie Loker    | Katherine Winder Claudia Zornoza    |
| Mixed        | William Milroy Fiona McKee          | Toby Ng Valérie Loker        | Adrian Liu Michelle Li              |
| Mixed        | William Milroy Fiona McKee          | Toby Ng Valérie Loker        | Hugo Arthuso Marina Eliezer         |
| Teams        | Kanada                              | Peru                         | Vereinigte Staaten                  |

## Finalergebnisse
| Disziplin    | Sieger                          | Finalist                     | Ergebnis            |
| ------------ | ------------------------------- | ---------------------------- | ------------------- |
| Herreneinzel | David Snider                    | Stephan Wojcikiewicz         | 21–7, 23–21         |
| Dameneinzel  | Claudia Rivero                  | Cristina Aicardi             | 21–14, 21–16        |
| Herrendoppel | Toby Ng William Milroy          | Rodolfo Ramírez Kevin Cordón | 21–16, 21–9         |
| Damendoppel  | Cristina Aicardi Claudia Rivero | Fiona McKee Valérie Loker    | 21–19, 21–15        |
| Mixed        | William Milroy Fiona McKee      | Toby Ng Valérie Loker        | 21–12, 16–21, 21–18 |
| Mannschaft   | Kanada                          | Peru                         | 3-2                 |

## Mannschaft

### Endrunde
|  | Halbfinale          | Halbfinale      |                    |   | Finale          | Finale          |
|  |                     |                 |                    |   |                 |                 |
|  | Peru                | 3               |                    |   |                 |                 |
|  | Mexiko              | 0               |                    |   |                 |                 |
|  | 2008/10/2 14:00     |                 |                    |   |                 |                 |
|  |                     |                 | 2008/10/2 19:00    |   |                 |                 |
|  | Peru                | 2               |                    |   |                 |                 |
|  |                     | Kanada          | 3                  |   |                 |                 |
|  |                     |                 |                    |   |                 |                 |
|  | Spiel um Platz drei |                 |                    |   |                 |                 |
|  | 2008/10/2 14:00     | 2008/10/2 14:00 | Mexiko             | 1 |                 |                 |
|  | Kanada              | 3               | Vereinigte Staaten | 3 |                 |                 |
|  | Vereinigte Staaten  | 1               |                    |   | 2008/10/2 19:00 | 2008/10/2 19:00 |